# 猿倉温泉
猿倉温泉 （さるくらおんせん）は、青森県十和田市にある温泉である。

## 泉質
- 石膏硫化水素泉（硫黄泉）。源泉温度80度[1]。

## 効能
神経痛、リューマチ、神経症、婦人病、皮膚病。

## 温泉街
1軒宿の旅館猿倉温泉がある。本館と新館それぞれ浴場がある。露天風呂、天然蒸し風呂がある。冬季は休業。近くには、南八甲田連峰への登山口があり、南八甲田の登山の拠点としても知られる。登山客の利用も多い。

## 歴史
サルが湯に浸かっているのを猟師が発見したのが、温泉のはじまりとされる。

## アクセス
- バス: JR/青い森鉄道青森駅よりJRバス東北十和田北線で約90分。猿倉温泉下車徒歩10分。

## 周辺
近くに谷地温泉、南に蔦温泉がある。また、西には酸ヶ湯や八甲田温泉がある。
奥入瀬渓流温泉、焼山温泉へは、猿倉温泉から温泉水がパイプラインで供給されている。